# 南樺太炭鉱鉄道
南樺太炭鉱鉄道（みなみからふとたんこうてつどう）とは、かつて樺太南部の、樺太本斗郡本斗町にあった鉄道省樺太西線本斗駅から本斗郡内幌町の内幌炭山駅の間を結んでいた私鉄である。

## 路線データ

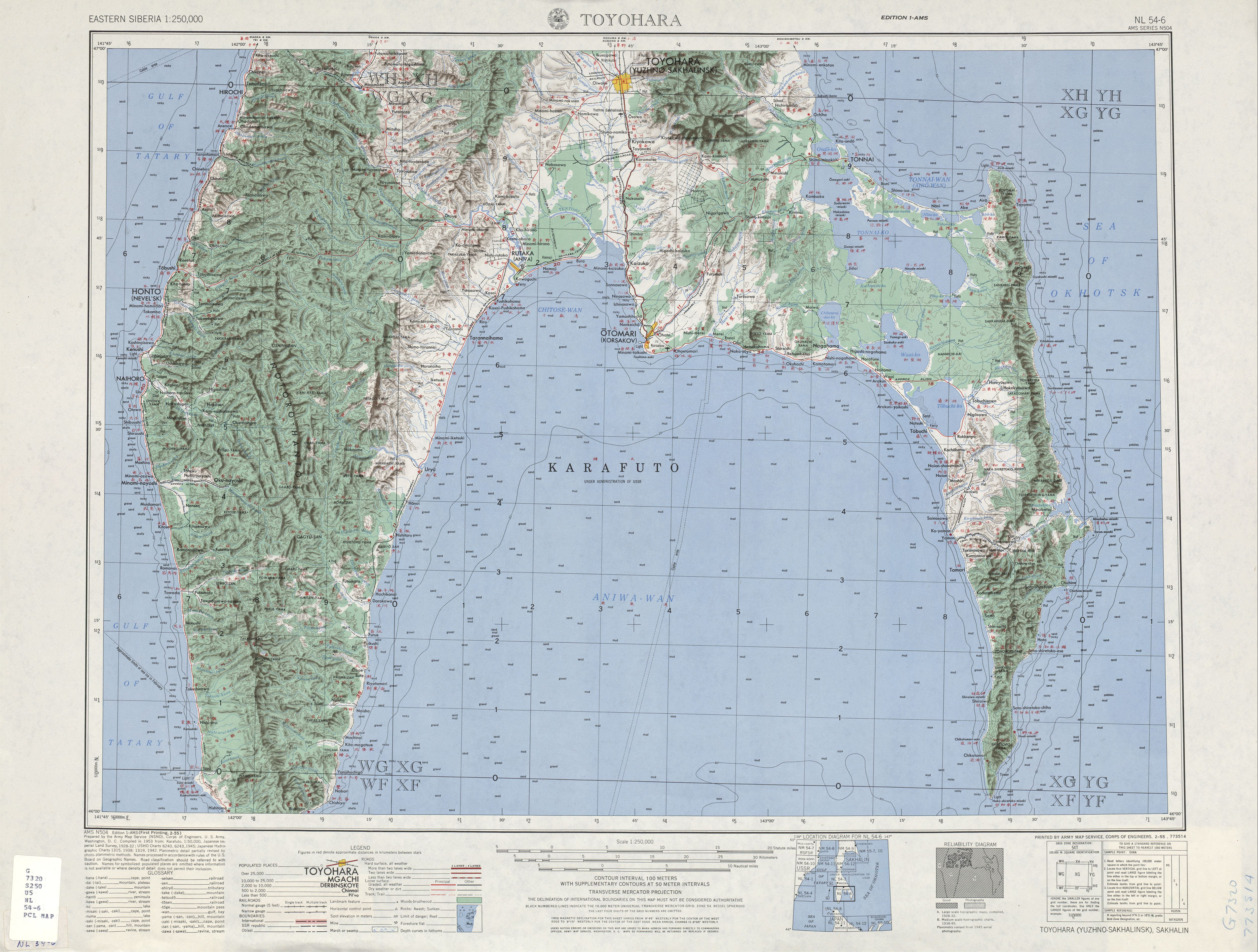
1947年時点の地図

- 路線距離：本斗駅 - 内幌炭山駅間：16.3km
- 軌間：1067mm
- 電化区間：なし（全線非電化）

### 輸送・収支実績
| 年度 | 輸送人員（人） | 貨物量（トン） | 収入（円） |
| ---- | -------------- | -------------- | ---------- |
| 1935 | 58,753         | 108,576        | 114,941    |
| 1936 | 54,647         | 189,144        | 178,193    |

- 『年報』昭和10年度版、昭和11年度版、樺太庁鉄道事務所（国立国会図書館近代デジタルライブラリー）

## 運行状況
運行管理は樺太庁鉄道へ委託していた。
1日4往復全線45分すべて混合列車
- 「樺太国有鉄道列車時刻表 昭和14年4月15日改正」『満州朝鮮復刻時刻表』新潮社、2009年

## 沿革
- 1929年（昭和4年）8月1日：三菱鉱業が内幌鉄道株式会社を設立（資本金200万円 本社麹町区丸之内）[2][3]。
- 1931年（昭和6年）
  - 10月1日：本斗駅 - 内幌駅間が開業[4]。
  - 12月1日：内幌駅 - 内幌炭山駅間が延伸開業し全通。
  - 12月24日：内幌炭鉱鉄道株式会社へ改称[2][5]
- 1935年（昭和10年）1月15日：南樺太炭鉱鉄道株式会社へ改称[2][6]。
- 1937年（昭和12年）8月18日：三菱石炭油化工業株式会社設立[2]。
- 時期不明 - 事業継承により三菱石炭油化工業会社線へ改称。
- 1944年（昭和19年）9月25日：三菱石炭油化工業は帝国燃料興業株式会社に合併されて、帝国燃料興業会社内幌線となる[2]。
- 1945年（昭和20年）8月：ソ連軍が南樺太へ侵攻、占領し、駅も含め全線がソ連軍に接収される。
- 1946年4月1日：ソ連国鉄に編入される。
- 1950年代前半：ソ連国鉄によりゴルノザヴォーツク（旧：内幌） - シェブニノ（旧：南名好）間に軌間1067mmの路線が開通[7]。
- 2020年：1520mmに改軌。

## 駅一覧
| 駅名       | 営業キロ | 接続路線          | 所在地 | 所在地 | 所在地 |
| ---------- | -------- | ----------------- | ------ | ------ | ------ |
| 本斗駅     | 0.0      | 鉄道省 : 樺太西線 | 樺太   | 本斗郡 | 本斗町 |
| 吐鯤保駅   | 2.6      |                   | 樺太   | 本斗郡 | 本斗町 |
| 気主駅     | 9.7      |                   | 樺太   | 本斗郡 | 内幌町 |
| 北内幌駅   | 13.7     |                   | 樺太   | 本斗郡 | 内幌町 |
| 内幌駅     | 14.5     |                   | 樺太   | 本斗郡 | 内幌町 |
| 内幌炭山駅 | 16.3     |                   | 樺太   | 本斗郡 | 内幌町 |